# Estación de Trofa
La Estación Ferroviaria de Trofa, igualmente conocida como Estación de Trofa, es una plataforma ferroviaria de la Línea del Miño, que sirve la localidad de Trofa, en Portugal.

## Caracterización

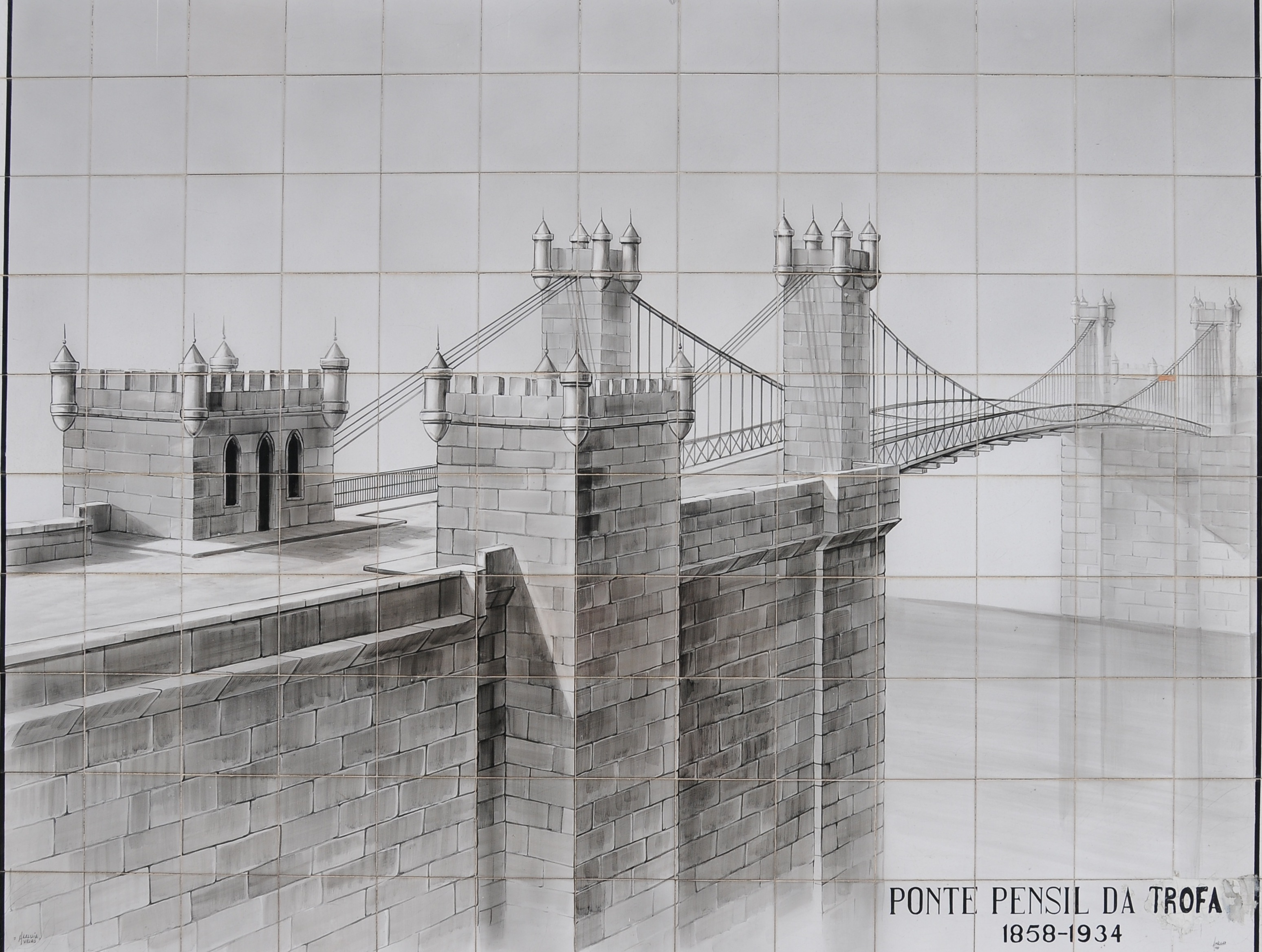
Antiguo Ponte Pênsil de Trofa.

### Localización
Se encuentra junto a la Calle Poeta Cesário Verde, en las proximidades de la iglesia nueva.

### Servicios
La estación es utilizada por servicios Intercidades, Regionales de la Línea del Miño, urbanos de las líneas de Braga y Guimarães, y el Comboi Internacional Porto-Vigo.

## Historia

### Planificación y construcción
La nueva plataforma ferroviaria de Trofa fue construida para sustituir la antigua, que desde hace algunos años se encontraba degradada; por otro lado, la construcción de la Variante de Trofa, tramo donde la nueva estación se encuentra, permitió el cierre del antiguo tramo de la Línea del Miño, que, debido al hecho de atravesar el centro de la ciudad de la Trofa, provocaba varios problemas de seguridad.
El 12 de febrero de 2010, la entonces presidenta de la Cámara Municipal de Trofa, Joana Lima, visitó las obras de la variante ferroviaria, previendo que esta vinculación estaría concluida en pocos meses.

### Inauguración
La antigua estación de Trofa fue cerrada el 14 de agosto de 2010, pasando todos los servicios a ser efectuados en la nueva estación, que fue inaugurada al día siguiente.